# Philippe Buchet

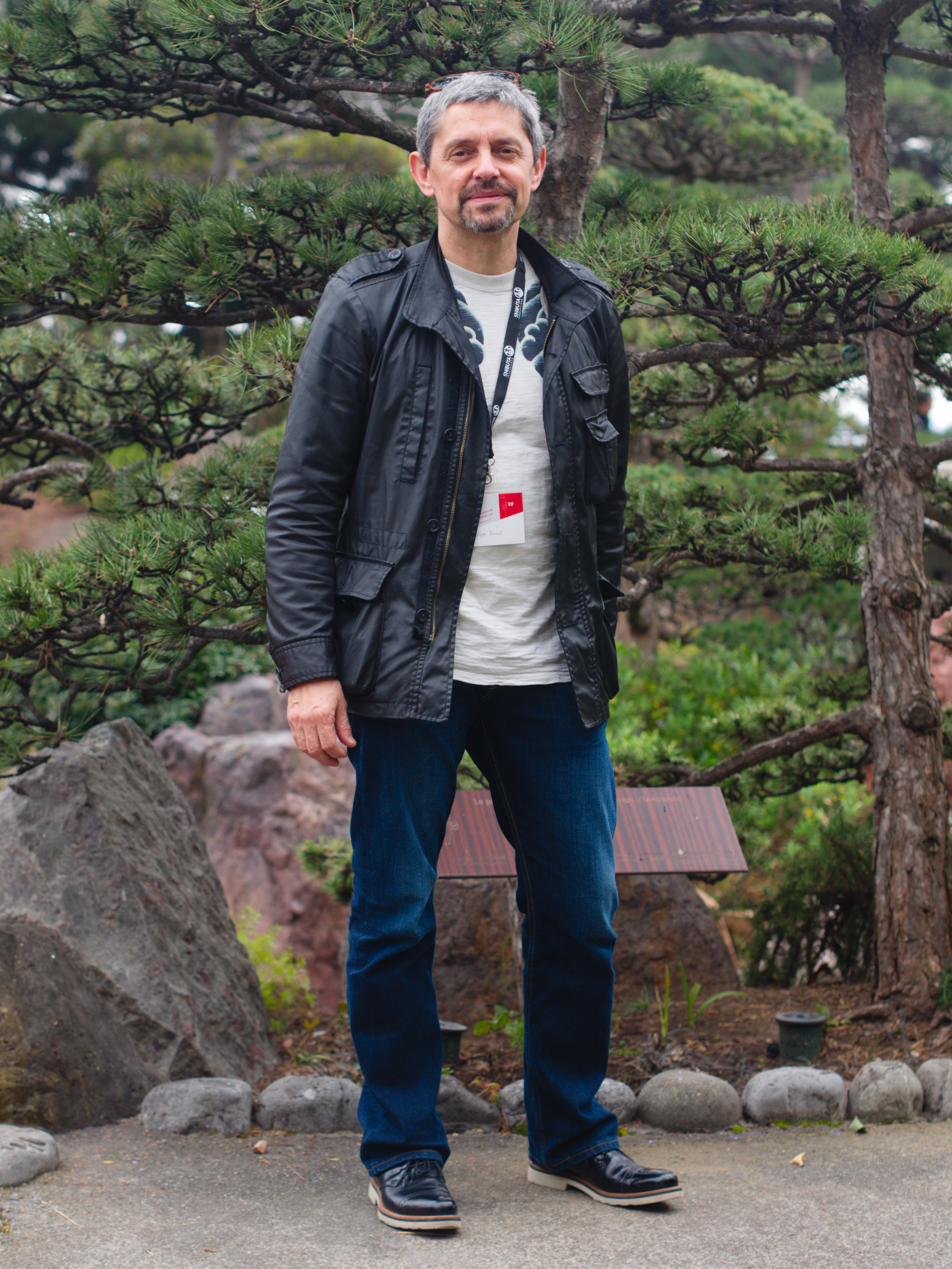
Philippe Buchet auf der Monaco Anime Game International Conference, 2015

Philippe Buchet (* 7. Mai 1962 in Juniville, Département Ardennes) ist ein französischer Comiczeichner.
Philippe Buchet arbeitete zunächst als freier Illustrator in Paris und Reims. Danach war er sechs Jahre bei einer Gesellschaft angestellt, die Lehrmittel herstellt. Durch das Projekt Nomad, das er mit dem Szenaristen Jean-David Morvan, den er durch Sylvain Savoïa kennenlernte, stieg er in den Comicbereich ein. Es folgten mehrere Geschichten für das Magazin Dragon, bei der das bekannteste Werk der beiden, das mittlerweile zweiundzwanzigbändige Science-Fiction-Epos Sillage ist.

## Werke
- Sillage und Nomad (mit Jean-David Morvan)
- Spirou und Fantasio (ab Bd. 45 verantwortlich für das Design technischer Geräte)